# Güstrow
Güstrow (pronunciat en alemany, /ˈɡʏstʁo/; en llatí, Gustrovium) és una ciutat en Mecklenburg-Pomerània Occidental, al nord-est d'Alemanya, capital del districte de Rostock (Rostock pròpiament dita és districte-ciutat lliure).
El 2012 tenia 28.600 habitants, cosa que la fa la setena ciutat més gran a Mecklenburg-Pomerània Occidental. Des de 2006 Güstrow té el sufix oficial Barlachstadt.
La ciutat és coneguda pel seu renaixentista palau de Güstrow i la seva catedral d'estil gòtic bàltic ("o de maons") amb una escultura de l'Àngel Flotant d'Ernst Barlach.

## Geografia
La ciutat de Güstrow es localitza 45 quilòmetres al sud de Rostock, al costat del riu Nabel, un afluent del Warnow. El canal Bützow-Güstrow (en alemany: Bützow-Güstrow-Kanal) és una connexió navegable cap a Warnow també utilitzat per turistes fluvials.
El municipi inclou 5 llacs (Inselsee, Sumpfsee, Parumer See, Grundloser See i Gliner See) i diversos boscos al voltant.

## Etimologia
El nom de Güstrow prové del polabi Guščerov i significa "lloc del llangardaix".

## Personatges cèlebres
- Joachim Daniel von Jauch (1688-1754), major general i arquitecte barroc.
- Harry Lehmann (1924-1998), medalla Max Planck de física.
- Ulrich Neckel (1898-1928), medalla Pour le Mérite com a pilot a la Primera Guerra Mundial.
- Erwin Rostin (1907-1942), comandant d'U-Boot.
- Ernst Barlach (1870-1938), escultor i escriptor expressionista.

## Ciutats agermanades
- Ribe, Dinamarca
- Valkeala, Finlandia
- Kronshagen, Alemanya
- Gryfice (Greifenberg), Polònia
- Neuwied, Alemanya